# Polygala sadebeckiana
Polygala sadebeckiana är en jungfrulinsväxtart som beskrevs av Gürke. Polygala sadebeckiana ingår i släktet jungfrulinssläktet, och familjen jungfrulinsväxter. Inga underarter finns listade i Catalogue of Life.